# Union des écrivains tunisiens
L'Union des écrivains tunisiens (arabe : اتحاد الكتاب التونسيين) ou UET est une association tunisienne, regroupant des écrivains de Tunisie, fondée en vertu du visa du ministère de l'intérieur n°3990 du 17 mars 1971. Ses statuts sont modifiés à deux reprises : la première fois en vertu du visa n°4296 du 20 novembre 1975 et la deuxième fois en vertu du visa n°6271 du 23 août 1988.
Elle compte environ 730 adhérents parmi lesquels on trouve des écrivains, des créateurs, des penseurs et des chercheurs tunisiens, résidant en Tunisie ou à l'étranger, et publiant en arabe ou en d'autres langues. 

## Missions
Les missions de l'UET sont énumérées par l'article 3 des statuts :
- la défense de la liberté d'expression ;
- la promotion de la production tunisienne ;
- le soutien des écrivains tunisiens afin de leur permettre, dans les meilleures conditions, de jouer leur rôle parmi l'élite nationale dans une société en pleine mutation ;
- la diffusion de la production tunisienne à l'intérieur du pays et à l'étranger ;
- la promotion des moyens d'édition, de traduction et de diffusion des œuvres littéraires tunisiennes ;
- l'encouragement des jeunes écrivains à mettre en évidence leurs facultés créatrices et à publier leurs œuvres.

L'UET est membre de l'Union générale des écrivains arabes et de l'Union des écrivains africains.

## Structure

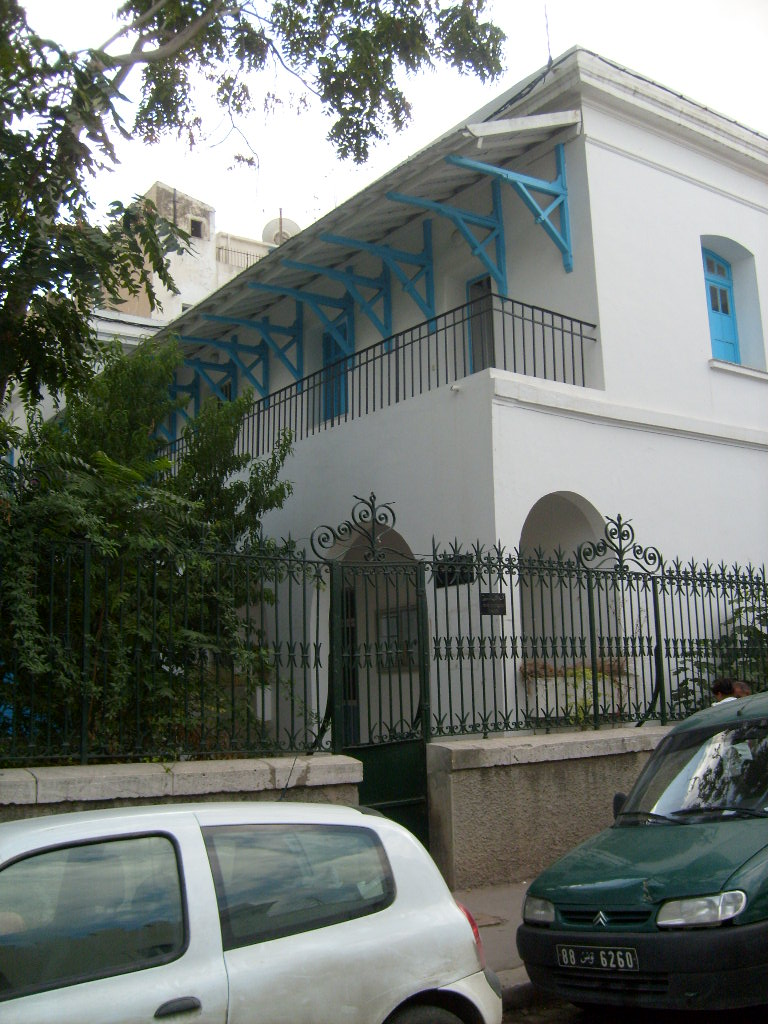
Siège de l'Union des écrivains tunisiens.

L'assemblée générale est constituée de l'ensemble des membres actifs ayant payé leurs cotisations des deux dernières années. Elle siège une fois tous les trois ans et élit à chaque clôture de session un comité directeur pour la période à venir.
Le comité directeur est l'instance chargée de la gestion des affaires de l'UET pendant la période séparant deux assemblées générales. Il est composé de dix membres élus par les membres actifs et à bulletin secret par l'assemblée générale.
Sont élus ou réélus au cours du XVIIe congrès de l'UET tenu les 27 et 28 décembre 2008 les personnalités suivantes : Jamila Mejri (présidente), Mohamed Bédoui (ar), Hédi Jaziri, Messaouda Boubaker (en), Salaheddine El Hamadi, Sassi Hamam, Ibrahim Darghouthi, Chamseddine El Ouni, Mourad El Amdouni et Mouldi Farrouj. Le premier comité directeur comprenait notamment El Métoui, Mustapha Fersi, Aboulkacem Kerrou, Béchir Ben Slama, Abdelmajid Atayya, Habib Janhani, Hassan Nasr (ar), Ben Salah et Ezzedine Madani, tous membres de l'Avant-garde littéraire.
Le comité central est créé lors d'une assemblée générale extraordinaire tenue en décembre 1997 et composé des membres du comité directeur et des présidents de sections ; il existe quinze sections nationales et une section à Paris. Le comité central siège au moins une fois tous les six mois ou sur convocation du comité directeur.

## Présidents
Six écrivains ont jusqu'ici présidé le comité directeur de l'Union des écrivains tunisiens :
- Mohamed Mzali : 1971-1981
- Mohamed Laroussi Métoui : 1981-1991
- Midani Ben Salah : 1991-2006
- Slaheddine Boujah (ar) : 2006-2008
- Jamila Mejri : 2008-2010
- Mohamed Bédoui (ar) : 2010-2014
- Slaheddine Lahmadi : depuis 2014

## Comité actuel
À l'issue du congrès organisé les 28 et 29 décembre 2014, un nouveau comité appelé à diriger l'UET pendant trois ans est élu. Il se compose de :
- Slaheddine Lahmadi : président ;
- Ibrahim Darghouthi : vice-président ;
- Samir Ebdelli : secrétaire général ;
- Mohamed Bouhouche : secrétaire général adjoint ;
- Ahmed Kristou : trésorier ;
- Amor El Kour : trésorier adjoint ;
- Mouldi Farrouj : membre, chargé de la publication et de l'information ;
- Noureddine Boujelbane : membre, chargé des séminaires et des études ;
- Mohamed Dallel : membre, chargé des relations extérieures.

## Adhésion
L'adhésion à l'UET est définie par l'article 4 des statuts. Il existe quatre types de membres :
- les membres d'honneur :
  - tous ceux qui par leurs écrits, leur soutien financier ou leurs statuts sociales, ont servi la culture tunisienne ;
  - tout écrivain étranger résidant en Tunisie, ayant déposé une demande d'adhésion, obtenu l'accord du comité directeur et payé sa cotisation annuelle.
- les membres actifs :
  - tous ceux qui ont publié au moins un ouvrage de création, traduction ou d'étude ;
  - tous ceux qui ont une production abondante sans avoir de publication ;
  - tous ceux qui ont obtenu l'accord du comité directeur ;
  - tous ceux qui ont déposé à l'UET une copie de leurs œuvres publiées ;
  - tous ceux dont la candidature est soutenue par deux membres actifs ;
  - tous ceux qui ont payé une cotisation annuelle.
- les membres correspondants sont tous ceux qui ont ceux qui ont été choisis par le comité directeur parmi les Tunisiens ou autres résidents à l'étranger.